# Eugnophomyia chirindensis
Eugnophomyia chirindensis is een tweevleugelige uit de familie steltmuggen (Limoniidae). De soort komt voor in het Afrotropisch gebied.